# Зяба
Зя́ба — посёлок в Братском районе Иркутской области. Административный центр Зябинского сельского поселения.

## География
Расположен в 15 км к северо-востоку от Братска, в 4 км северо-западнее автодороги Р419 Тулун — Братск — Усть-Кут — Осетрово. Одноимённая железнодорожная станция на линии Братск — Тайшет.

## Социальная сфера
В посёлке функционирует социальный приют для детей и подростков «Оленёнок».

## Население
| 2002 | 2010 | 2011 | 2012 |
| ---- | ---- | ---- | ---- |
| 472  | ↗497 | ↘495 | ↘475 |